# Lubuk Gaung (Siak Kecil)
Lubuk Gaung is een bestuurslaag in het regentschap Bengkalis van de provincie Riau, Indonesië. Lubuk Gaung telt 1587 inwoners (volkstelling 2010).